# Коваленко Валентина Миколаївна
Валентина Миколаївна Коваленко (нар. 25 червня 1949, Боярка-Будаївка, Київська область) — лікар-токсиколог, доктор біологічних наук, професор.

## Життєпис
1973 року закінчила Київський університет. З 1969 працювала в Київському інституті біохімії АН УРСР, з 1982 — в Київському інституті фармакології і токсикології НАМІНУ. 1993 року працює завідувачем відділу загальної токсикології. Вивчає вплив та безпеку вживання лікарських засобів. Працює над розробкою методів захисту від зброї масового знищення. Була співавтором розділу у книзі «Лікарська токсикологія» (Київ, 2008).